# Mario Nascimbene
Mario Nascimbene   (Milà, 28 de novembre de 1913 - Roma, 6 de gener de 2002) va ser un dels compositors de banda sonora de les pel·lícules italianes més conegudes del segle xx. La seva carrera va durar sis dècades, durant les quals va guanyar diversos premis pels continguts innovadors del seu estil de composició. Durant la seva carrera va compondre bandes sonores de més de 150 pel·lícules.

## Biografia
Nascimbene va estudiar composició i direcció d'orquestra al Conservatori de Música "Giuseppe Verdi" de Milà sota la direcció d'Ildebrando Pizzetti, després de graduar-se va escriure diverses peces per a música de cambra i ballet.
Va rebre l'encàrrec d'escriure la banda sonora de la pel·lícula L'amore canta, dirigida l'any 1941 per Ferdinando Maria Poggioli, i l'èxit d'aquesta pel·lícula va obrir les portes d'una nova versió. carrera per a ell. Va ser un dels pocs compositors a Itàlia la carrera del qual es va basar en el seu treball al cinema.
Va ser especialment apreciat per la innovació revolucionària d'incorporar els sons d'instruments no orquestrals com el d'una guimbarda o una harmònica, sorolls quotidians (com el tic-tac d'un rellotge, el ring de un timbre de bicicleta o el tic-tac de les màquines d'escriure a Roma ore 11) en una partitura musical, amb el propòsit de subratllar algunes escenes de pel·lícules particulars.
Després de la Segona Guerra Mundial va desenvolupar una associació artística amb directors de cinema italians tan famosos com Giuseppe De Santis i Roberto Rossellini. La seva obra fou aclamada als Estats Units, on va ser convidat a Hollywood per compondre la partitura de pel·lícules famoses, com ara La comtessa descalça dirigida per Joseph L. Mankiewicz el 1954, Alexandre el Gran dirigida per Robert Rossen el 1956, Els víkings dirigida per Richard Fleischer el 1958, i Salomó i la reina de Saba dirigida per King Vidor el 1959. Aquestes partitures van ser dirigides per Franco Ferrara, el gran director i professor de direcció de molts acadèmies de música d'arreu del món.

## Premis
Durant la seva carrera, Mario Nascimbene va guanyar tres premis Nastro d'Argento a la millor banda sonora el 1952 per Roma ore 11, el 1960 per Estiu violent, i 1968 per Pronto... c'è una certa Giuliana per te. També va ser nominat als David di Donatello 1990 pel seu treball a Blue dolphin - l'avventura continua. Encara que no va guanyar el premi aquell any, Nascimbene va rebre un "David de carrera" dels David di Donatello 1991 en honor als seus èxits de tota una vida en la música de cinema.

## Bandes sonores
- L'amore canta, dirigida per Ferdinando Maria Poggioli (1941)
- Margherita fra i tre, dirigida per Ivo Perilli (1942)
- Se io fossi onesto, dirigida per Carlo Ludovico Bragaglia (1942)
- Incontro con Laura, dirigida per Carlo Alberto Felice (1945)
- Capitan Demonio, dirigida per Carlo Borghesio (1949)
- Amor non ho... però... però, dirigida per Giorgio Bianchi (1951)
- È l'amor che mi rovina, dirigida per Mario Soldati (1951)
- O.K. Nerone, dirigida per Mario Soldati (1951)
- Operazione Mitra, dirigida per Giorgio Cristallini (1951)
- Roma ore 11, dirigida per Giuseppe De Santis (1952)
- La valigia dei sogni, dirigida per Luigi Comencini (1953)
- Lasciateci in pace, dirigida per Marino Girolami (1953)
- L'amore in città, registi vari (1953)
- Prima di sera di Piero Tellini (1954)
- Il divorzio, episodi de Secrets d'alcova, dirigida per Gianni Franciolini (1954)
- La comtessa descalça (The Barefoot Contessa), dirigida per Joseph L. Mankiewicz (1954)
- Scuola elementare, dirigida per Alberto Lattuada (1954)
- Giorni d'amore, dirigida per Giuseppe De Santis (1955)
- Luna nova, dirigida per Luigi Capuano (1955)
- The Widow, dirigida per Lewis Milestone (1955)
- Alexandre el Gran (Alexander the Great), dirigida per Robert Rossen (1956)
- Uomini e lupi, dirigida per Giuseppe De Santis e Leopoldo Savona (1957)
- Adéu a les armes (A Farewell to Arms), dirigida per Charles Vidor (1957)
- Amore e chiacchiere, dirigida per Alessandro Blasetti (1957)
- Parola di ladro, dirigida per Nanni Loy i Gianni Puccini (1957)
- Els víkings (The Vikings), dirigida per Richard Fleischer (1958)
- Nel blu dipinto di blu, dirigida per Piero Tellini (1959)
- Cartagine in fiamme, dirigida per Carmine Gallone (1959)
- Salomó i la reina de Saba (Solomon and Sheba), dirigida per King Vidor (1959)
- Estiu violent (Estate violenta), dirigida per Valerio Zurlini (1959)
- Giuseppe venduto dai fratelli, dirigida per Irving Rapper (1960)
- Le baccanti, dirigida per Giorgio Ferroni (1961)
- Francis of Assisi, dirigida per Michael Curtiz (1961)
- Barabbas, dirigida per Richard Fleischer (1961)
- Costantino il Grande, dirigida per Lionello De Felice (1961)
- La ragazza con la valigia, dirigida per Valerio Zurlini (1961)
- L'últim xantatge (The Happy Thieves), dirigida per George Marshall (1961)
- Jessica, dirigida per Jean Negulesco (1962)
- Axel Munthe - Der Arzt von San Michele, dirigida per Giorgio Capitani e Rudolf Jugert (1962)
- Pronto... c'è una certa Giuliana per te, dirigida per Massimo Franciosa (1967)
- Idea di un'isola, dirigida per Roberto Rossellini (1967)
- Dick smart 2.007, dirigida per Franco Prosperi (1967)
- Atti degli apostoli, dirigida per Roberto Rossellini (1969)
- Togli le gambe dal parabrezza, dirigida per Massimo Franciosa (1969)
- Gradiva, dirigida per Giorgio Albertazzi (1970)
- Socrate, dirigida per Roberto Rossellini (1970)
- Blaise Pascal, dirigida per Roberto Rossellini (1971)
- Eneide, dirigida per Franco Rossi (1971)
- La primera nit de tranquil·litat (La prima notte di quiete), dirigida per Valerio Zurlini (1972)
- Agostino d'Ippona, dirigida per Roberto Rossellini (1972)
- Cartesius, dirigida per Roberto Rossellini (1973)
- Anno uno dirigida per Roberto Rossellini (1974)
- Il Messia, dirigida per Roberto Rossellini (1975)
- Lo scialo (minisèrie), dirigida per Franco Rossi (1987)